# Full Moon (Sunmi)
Full Moon è l'EP di debutto della cantante sudcoreana Sunmi pubblicato il 17 febbraio 2014.

## Descrizione
Nell'agosto 2013, è stato annunciato che Sunmi sarebbe tornata sulle scene musicali come artista solista sotto contratto con la JYP Entertainment. Park Jin-young stesso avrebbe preso il controllo della sua produzione completa, tra cui danza, video musicali, abiti e canzoni. L'11 agosto, è stato annunciato il suo debutto da solista con 24 Hours. Il video musicale per la canzone è stato pubblicato il 20 agosto 2013, seguito dalla sua prima performance televisiva il 22 agosto, su M! Contdown. Il singolo digitale è uscito il 26 agosto. "24 Hours" ha raggiunto il numero 2 della Gaon Digital Charts settimanali e il numero 3 su Bill K-Pop Hot 100 di Billboard.
Il 17 febbraio 2014, viene lanciato l’ep con il secondo singolo “Full Moon”. 
Il brano ottiene molto successo in Corea del Sud.

## Tracce
1. Full Moon (feat. Lena)
2. 24 Hours
3. Burn
4. Who Am I (feat. Yubin)
5. Frozen in Time (feat. Jackson Wang)
6. If that was You
7. If that was You (feat. Park Ye-eun)

## Classifiche
| Classifica (2014) | Posizione massima |
| ----------------- | ----------------- |
| Corea del Sud     | 12                |